# Sandra Eriksson
Sandra Elisabet Eriksson (* 4. Juni 1989 in Nykarleby) ist eine finnische Mittelstreckenläuferin, die sich auf den 3000-Meter-Hindernislauf spezialisiert hat. 

## Sportliche Laufbahn
Sie nahm bei den Junioreneuropameisterschaften 2007 teil, wo sie Zehnte wurde, und den Juniorenweltmeisterschaften 2008 in Peking, wo sie Fünfte wurde. Bei den U23-Europameisterschaften 2009 in Kaunas verpasste sie als Vierte nur knapp eine Medaille. Außerdem nahm sie an den Weltmeisterschaften 2009 in Berlin teil, konnte das Finale jedoch nicht erreichen. 
2010 schied sie bei den Europameisterschaften in Barcelona in der Qualifikation aus, wie auch bei den Weltmeisterschaften 2011 im südkoreanischen Daegu 2012 erreichte sie im Finale der Europameisterschaften den zehnten Platz und qualifizierte sich für die Olympischen Spiele in London, bei denen sie aber in der Vorrunde ausschied. 2013 schied sie bei den Weltmeisterschaften erneut in der Vorrunde aus. Bei den Halleneuropameisterschaften 2015 wurde sie über 3000 Meter Fünfte und stellte mit 8:54,06 min einen neuen Landesrekord auf. Es folgte ein Erstrundenaus bei den Weltmeisterschaften in Peking. Bei den Europameisterschaften 2016 in Amsterdam belegte sie Platz zehn und qualifizierte sich erneut für die Olympischen Spiele in Rio de Janeiro, bei denen sie in der Qualifikation ausschied.
Ihre größten Erfolge auf nationaler Ebene waren die Finnischen Meisterschaften 2008 und 2009, wo sie jeweils Erste wurde.

## Bestleistungen

### Freiluft
- 1500 Meter: 4:11,05 min, am 31. August 2014 in Helsinki
- 3000 Meter: 8:55,13 min, am 25. Juni 2014 in Turku
- 3000 Meter Hindernis: 9:24,70 min, 12. Juli 2014 in Glasgow (Finnischer Rekord)

### Halle
- 1500 Meter: 4:11,89 min, am 19. Februar 2015 in Stockholm (Finnischer Rekord)
- 3000 Meter: 8:54,06 min, am 6. März 2015 in Prag (Finnischer Rekord)